# Karnak (Illinois)
Karnak ist ein Village im Pulaski County im Süden des US-amerikanischen Bundesstaates Illinois. Das U.S. Census Bureau hat bei der Volkszählung 2020 eine Einwohnerzahl von 430 ermittelt.

## Geografie
Karnak liegt auf 37°17′37″ nördlicher Breite und 88°58′31″ westlicher Länge und erstreckt sich über 5 km². Der Ort liegt 8 km nördlich des Ohio River, der die Grenze zu Kentucky bildet. Die Mündung des Ohio in den Mississippi, der Illinois von Missouri trennt, liegt rund 40 km südwestlich. Die Grenze zu Indiana verläuft 140 km östlich.
Benachbarte Orte von Karnak sind New Grand Chain (8,4 km südwestlich), Cypress (12 km nordwestlich), Belknap (4,8 km nordöstlich) und Boaz (6,9 km östlich).
Die nächstgelegenen größeren Städte sind St. Louis in Missouri (234 km nordnordwestlich), Louisville in Kentucky (376 km ostnordöstlich), Tennessees Hauptstadt Nashville (270 km südöstlich) und Tennessees größte Stadt Memphis (302 km südsüdwestlich).

## Verkehr
In West-Ost-Richtung führt die Illinois State Route 169 durch das Zentrum von Karnak. Alle anderen Straßen in Karnak sind weiter untergeordnete Fahrwege oder innerörtliche Verbindungsstraßen.
Parallel zur IL 169 verläuft eine Eisenbahnlinie, die Anschluss an das Netz der BNSF Railway hat.
Mit dem Metropolis Municipal Airport befindet sich ein kleiner Flugplatz 27,1 km südöstlich von Karnak. Die nächstgelegenen größeren Flughäfen sind der Lambert-Saint Louis International Airport (255 km nordnordwestlich), der Nashville International Airport (279 km südöstlich) und der Memphis International Airport (318 km südsüdwestlich).

## Demografische Daten
Nach der Volkszählung im Jahr 2010 lebten in Karnak 499 Menschen in 227 Haushalten. Die Bevölkerungsdichte betrug 99,8 Einwohner pro Quadratkilometer. In den 227 Haushalten lebten statistisch je 2,13 Personen.
Ethnisch betrachtet setzte sich die Bevölkerung zusammen aus 93,8 Prozent Weißen, 4,2 Prozent Afroamerikanern, 0,2 Prozent (eine Person) amerikanischen Ureinwohnern, sowie 0,6 Prozent aus anderen ethnischen Gruppen; 1,2 Prozent stammten von zwei oder mehr Ethnien ab. Unabhängig von der ethnischen Zugehörigkeit waren 2,0 Prozent der Bevölkerung spanischer oder lateinamerikanischer Abstammung.
30,4 Prozent der Bevölkerung waren unter 18 Jahre alt, 49,4 Prozent waren zwischen 18 und 64 und 20,2 Prozent waren 65 Jahre oder älter. 54,3 Prozent der Bevölkerung war weiblich.
Das mittlere jährliche Einkommen eines Haushalts lag bei 36.563 USD. Das Pro-Kopf-Einkommen betrug 18.016 USD. 17,5 Prozent der Einwohner lebten unterhalb der Armutsgrenze.